# Teó de Sidó
Teó de Sidó   () (en llatí Theon, en grec Θέων) va ser un sofista d'origen fenici, fill del sofista Gimnasi i nadiu de Sidó.
Va ensenyar gramàtica a la seva ciutat natal en temps de Constantí I el Gran. L'emperador li va confiar les dignitats de cònsol i de prefecte, segons diu Suides.